# Suaeda heteroptera
Suaeda heteroptera är en amarantväxtart som beskrevs av Masao Kitagawa. Suaeda heteroptera ingår i släktet saltörter, och familjen amarantväxter. Inga underarter finns listade i Catalogue of Life.